# تاریخ یهودیان در لس آنجلس
یهودیان در لس آنجلس تقریباً ۱۷٫۵ درصد از جمعیت این شهر و ۷ درصد از جمعیت این شهرستان را تشکیل می‌دهند که این جامعه یهودیان را به بزرگترین جامعه یهودیان در جهان خارج از نیویورک و اسرائیل تبدیل می‌کند. تا تاریخ ۲۰۱۵ بیش از ۷۰۰۰۰۰ یهودی در شهرستان لس آنجلس زندگی می‌کنند و ۱٫۲۳۲ میلیون یهودی به‌طور کلی در کالیفرنیا زندگی می‌کنند. یهودیان از زمانی که لس آنجلس بخشی از ایالت آلتا کالیفرنیا در مکزیک بود به لس آنجلس مهاجرت کردند، اما بیش از همه از اواخر قرن نوزدهم تا به امروز مهاجرت کردند. جمعیت یهودیان از حدود ۲۵۰۰ در سال ۱۹۰۰ به حداقل ۷۰۰٬۰۰۰ در سال ۲۰۱۵ افزایش یافت. جمعیت زیاد یهودیان به تأثیر قابل توجهی بر فرهنگ لس آنجلس منجر شده‌است. جمعیت یهودی لس آنجلس در چند دهه گذشته به دلیل مهاجرت داخلی یهودیان از سواحل شرقی و همچنین مهاجرت از اسرائیل، فرانسه، اتحاد شوروی سابق، بریتانیا، آفریقای جنوبی و آمریکای لاتین و همچنین به دلیل نرخ بالای زاد و ولد جوامع حسیدی و ارتدکس در آمریکا که حدود ۱۰٪ از جمعیت جامعه را تشکیل می‌دهند افزایش شدیدی داشته‌است.

## جمعیت

### یهودیان ایرانی

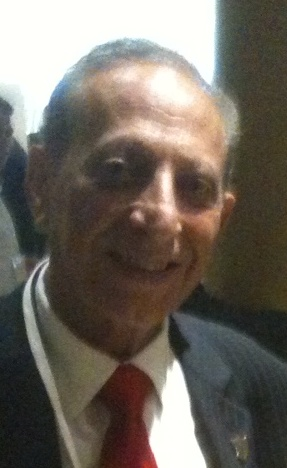
جیمی دلشاد، شهردار سابق بورلی هیلز و اولین شهردار یهودی ایرانی در ایالات متحده

از سال ۲۰۰۸، منطقه لس آنجلس با ۵۰۰۰۰ نفر، بزرگترین جمعیت یهودی ایرانی را در ایالات متحده داشت.

### تاریخچه یهودیان در صنعت سرگرمی

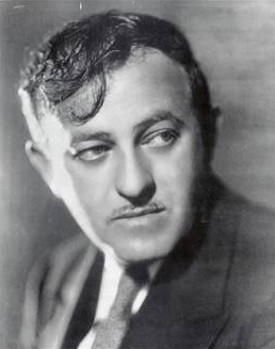
بن هشت، یکی از اولین برندگان یهودی اسکار، برنده افتتاحیه اسکار بهترین داستان برای فیلم دنیای زیرین در سال ۱۹۲۷.

یهودیان نقش مهمی در ایجاد صنعت فیلم در هالیوود در نیمه اول قرن بیستم داشتند. مترو-گلدوین-مایر، فاکس قرن بیستم، کلمبیا پیکچرز، پارامونت پیکچرز، یونیورسال پیکچرز، و برادران وارنر همگی توسط یهودیان راه اندازی و رهبری شدند که تقریباً همه آنها مهاجران تازه‌وارد یا فرزندان مهاجران از آلمان و اروپای شرقی بودند. نیل گبلر در کتاب خود به نام امپراتوری‌ای برای خود نوشت که در صنعت سینما، «هیچ یک از موانعی که توسط حرفه‌های رفیعتر و تجارت‌های ریشه دارتر برای دور نگه داشتن یهودیان و سایر افراد نامطلوب تحمیل شده بود، وجود نداشت.» گبلر همچنین استدلال کرد که به دلیل تبعیض در آمریکای عمدتاً واسپ به دلیل یهودی بودنشان، «یهودیان به سادگی می‌توانستند یک کشور جدید بسازند - یک امپراتوری برای خودشان، به اصطلاح… آمریکایی که در آن پدران قوی و خانواده‌ها پایدار، مردم جذاب، انعطاف‌پذیر، مدبر و شایسته بودند.» رویای آمریکایی قرن بیستم تا حد قابل توجهی توسط هالیوود به تصویر کشیده و تعریف شده‌است.

## سیاست

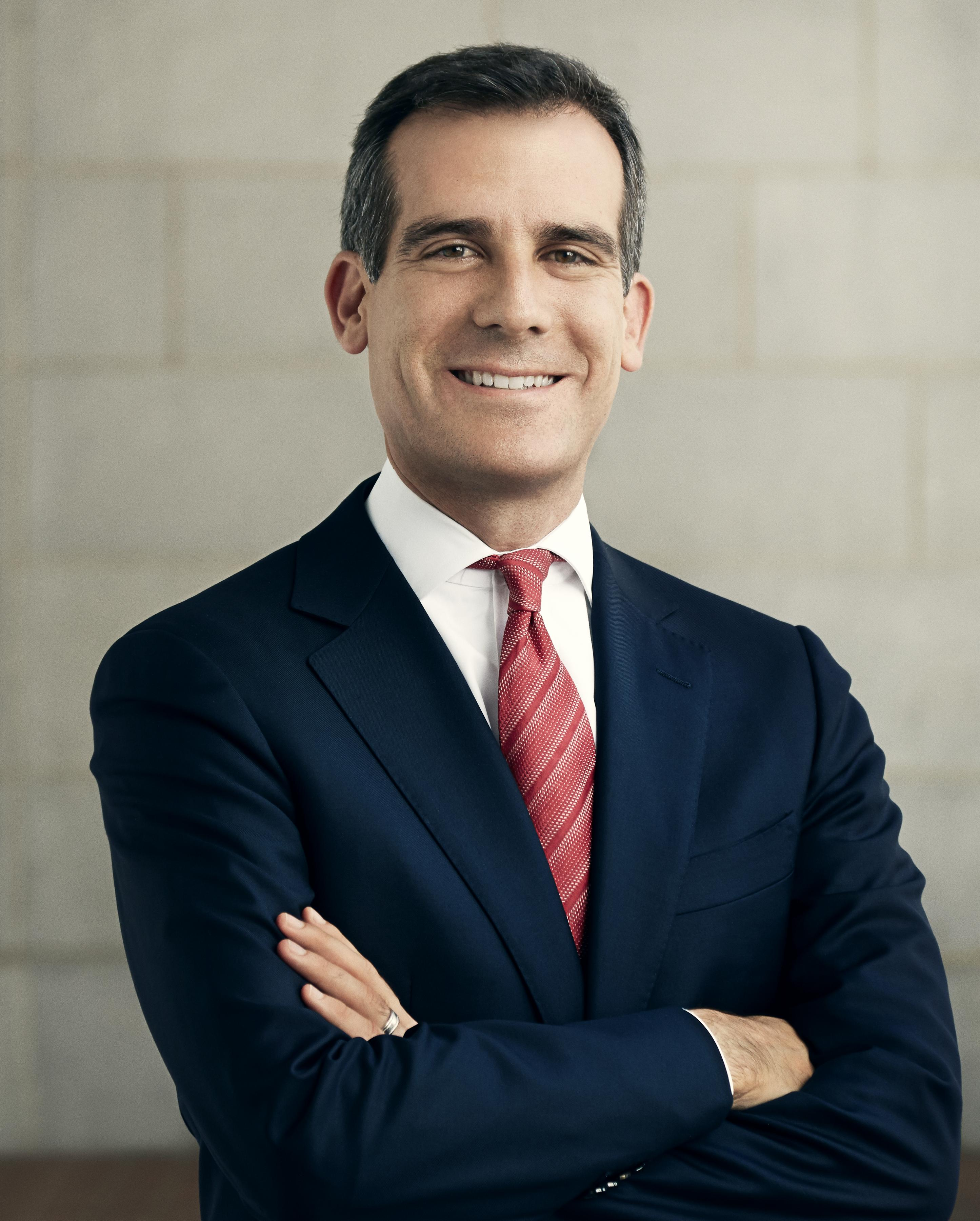
اریک گارستی، شهردار فعلی و اولین شهردار یهودی لس آنجلس.

رأی دهندگان یهودی معمولاً به نفع کاندیداها یا اهداف سیاسی لیبرال رأی می‌دهند، اما ممکن است به منظور حفاظت از منافع/ اهداف خود رأی متفاوتی بدهند. تا سال ۲۰۰۸ یهودیان حدود ۳۳ درصد از رای‌دهندگان سفیدپوست در لس آنجلس را تشکیل می‌دادند، در حالی که در سال ۱۹۹۳ آنها ۲۵ درصد از رأی دهندگان سفیدپوست را تشکیل می‌دادند. رای‌دهندگان یهودی در دره سن فرناندو از نظر سیاسی محافظه کارتر هستند در حالی که رای‌دهندگان در غرب لس آنجلس تمایل دارند لیبرال تر باشند. یهودیان در هر دو منطقه عمدتاً از حزب دموکرات حمایت می‌کنند. یهودیان به نفع مهاجران رای می‌دهند. رافایل سونسنشاین، در «نقش جامعه یهودی در سیاست لس آنجلس» نوشت که جامعه یهودی تأثیر قابل توجهی در سیاست لس آنجلس داشته‌است، حتی اگر به نسبت بخش کوچکی از جمعیت شهر باشد.